# او بوتیکاریو
او بوتیکاریو (انگلیسی: O Boticário) شرکت لوازم آرایشی برزیلی است، که در سال ۱۹۷۷ تأسیس شد.